# Edward Ginzton
Edward Leonard Ginzton (* 27. Dezember 1915 in Jekaterinoslaw; † 13. August 1998 in Stanford) war ein russisch-US-amerikanischer Physiker, der sich mit Teilchenbeschleunigern und Klystronen beschäftigte.
Ginzton, dessen Vater US-Staatsbürger war, flüchtete vor den Wirren der Russischen Revolution über die Mandschurei nach Kalifornien, wo er 1929 eintraf. Er studierte an der University of California, Berkeley (Master-Abschluss in Elektrotechnik 1937) und der Stanford University, wo er 1938 einen Ingenieurs-Abschluss machte und 1940 in Physik promoviert wurde. In Stanford traf er William Webster Hansen sowie die Brüder Russell und Sigurd Varian, mit denen zusammen er im Zweiten Weltkrieg bei der Sperry Gyroscope in Long Island an Radar forschte. Ginzton stieg dort zum Leiter der Mikrowellenforschung auf. Ab 1946 war er wieder in Stanford als Professor für Angewandte Physik und Elektrotechnik und leitete dort die Entwicklungs des Klystrons zur Hochleistungs-Mikrowellenquelle. Außerdem (und als Anwendung der Klystron-Technologie) entwickelte er mit Hansen die ersten Linearbeschleuniger für Elektronen in den USA, die er insbesondere in Zusammenarbeit mit Henry S. Kaplan auch für medizinische Zwecke einsetzte. 1949 bis 1959 war er Leiter des Mikrowellenlabors der Stanford University.
Ab 1956 leitete er die Studiengruppe für Projekt M (M für Monster), einem großen Linearbeschleuniger, der dann im SLAC realisiert wurde. Als das Projekt auf gutem Weg war, ging er 1961 (nach dem Tod von Sigurd Varian) von Stanford zu Varian Associates (blieb aber noch bis 1968 Professor für Elektrotechnik in Stanford), die er 1948 mit gegründet hatte (und seitdem im Aufsichtsrat war) und wo er seit 1959 nach dem Tod von Russell Varian deren CEO war, was er bis 1972 blieb (1964 bis 1968 war er außerdem Präsident). Danach war er bis 1984 Vorsitzender von dessen Board of Directors und danach bis zu seinem Tod Vorstand in deren Executive Committee. Er hatte Beratungsfunktionen an der Stanford University, dessen Synchrotronstrahlungslabor und Universitätshospital, dem Lawrence Berkeley National Laboratory und war im Vorstand mehrerer Banken.
Ginzton war passionierter Skifahrer und Segler, begeisterter Photograph von professionellem Niveau und restaurierte als Hobby Ford-Autos vom Modelltyp A. Ginzton hielt 50 Patente.
Er war Mitglied der National Academy of Sciences (1966), der American Academy of Arts and Sciences (1971) und der National Academy of Engineering (1965). 1969 erhielt er die Medal of Honor des IEEE. Er war in mehreren Komitees der National Academy of Sciences (wie für Autoabgase, Kernenergie, Nationale Sicherheit) und 1974 bis 1980 in deren Rat.